# Parafreoides
Parafreoides is een kevergeslacht uit de familie van de boktorren (Cerambycidae). De wetenschappelijke naam van het geslacht werd voor het eerst geldig gepubliceerd in 1975 door Breuning.

## Soorten
Parafreoides is monotypisch en omvat slechts de volgende soort:
- Parafreoides ghanaensis Breuning, 1975